# سیمونا رادیش
سیمونا رادیش (رومانیایی: Simona Radiș؛ زادهٔ ۵ آوریل ۱۹۹۹) قایقران روئینگ اهل رومانی است.
وی در مسابقات کشوری و بین‌المللی در مجموع برندهٔ ۱ مدال طلا، ۱ مدال نقره شده‌است.